# Фільтри для води

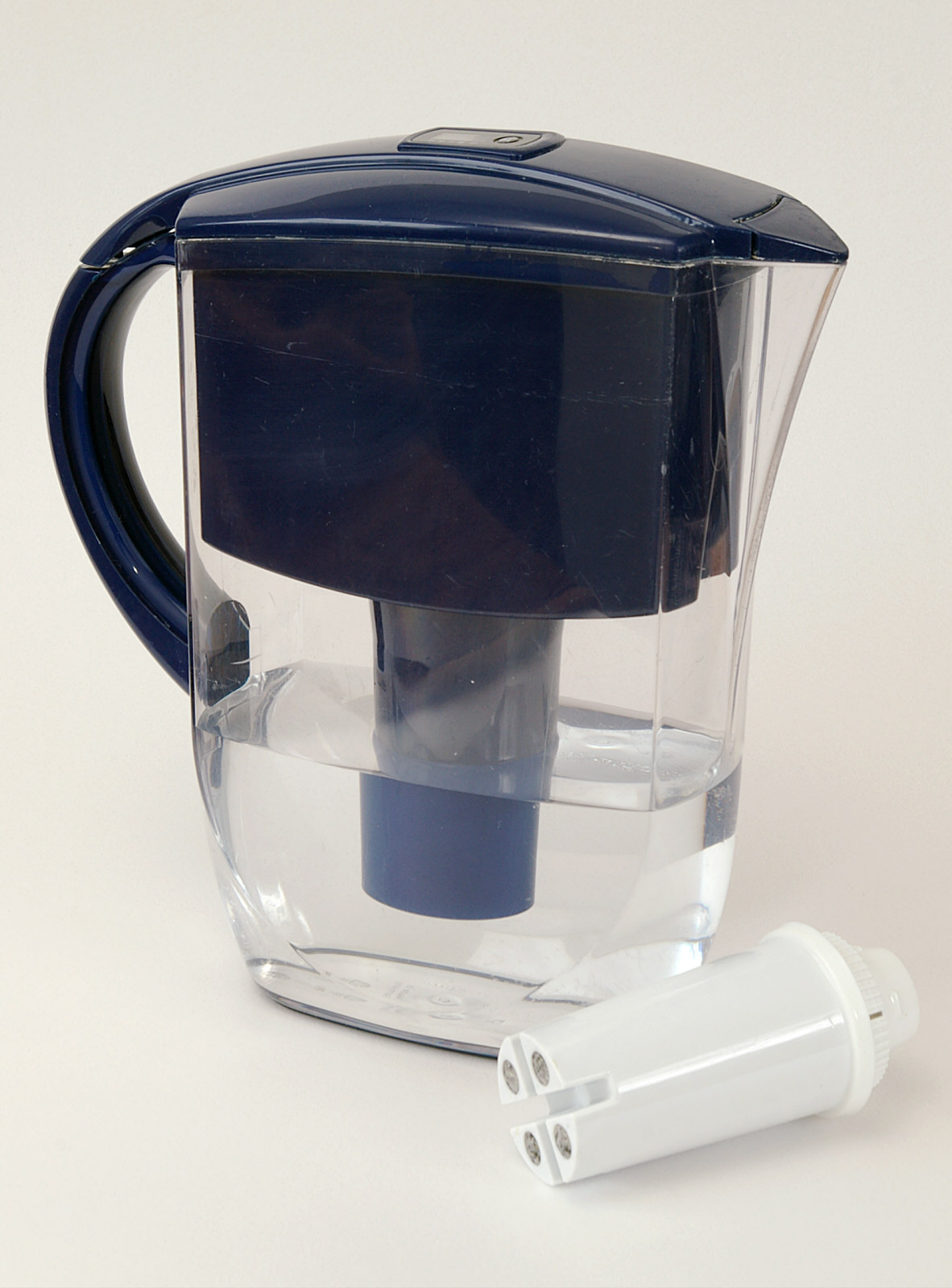
Фільтр для домашнього використання

Фільтр для води — пристрій для очищення води від нерозчинних частинок, домішок, хлору та його похідних, а також від вірусів, бактерій, важких металів тощо.
Побутові фільтри, які використовуються для отримання питної води, умовно можна розділити на три категорії — найпростіші побутові фільтри, середнього ступеня очищення і побутові фільтри вищого ступеня очищення. До кращого (вищого) ступеня очищення належить очищення зворотно-осмотичними побутовими фільтрами — найякісніша і найбільш передова технологія на сьогоднішній день. До простих належать фільтри - глечики та насадки.[джерело?]

## Види фільтрів для води за способом очищення

### Механічні
Процес очищення води має кілька ступенів. Спочатку видаляються речовини, що знаходяться у воді у вигляді суспензії, а не розчину. Для видалення з води великих частинок (понад 5-50 мікрометрів) використовують сітчасті або дискові фільтри грубого очищення, що під'єднуються до системи водогону. Для очищення від грубих домішок в багатоступеневих фільтрах застосовуються намотувальні картриджі з поліпропілену або з полімерної піни. Ці фільтри призначені для захисту сантехніки і побутової техніки.

### Іонообмінні
Іонний обмін як метод обробки води відомий досить давно і застосовувався (та й тепер застосовується) в основному для пом'якшення води. Раніше для реалізації цього методу використовувалися природні іоніти (сульфовугілля, цеоліти). Однак з появою синтетичних іонообмінних смол, дієвість використання іонного обміну для потреб водоочищення різко зросла.
З точки зору видалення з води заліза важливий той факт, що катіоніти здатні видаляти з води не тільки іони кальцію і магнію, а й інші двовалентні метали, а значить і розчинене двовалентне залізо. Причому теоретично, концентрації заліза, з якими можуть впоратися іонообмінні смоли, дуже великі. Перевагою іонного обміну є також і те, що він «не боїться» вірного супутника заліза - марганцю, який сильно ускладнює роботу систем, заснованих на використанні методів окислення. Головна ж перевага іонного обміну в тому, що з води можуть бути видалені залізо і манган, що знаходяться в розчиненому стані. Тобто повністю відпадає потреба у такій примхливій і «брудній» (через необхідність вимивати іржу) стадії, як окислення.

### Зворотного осмосу

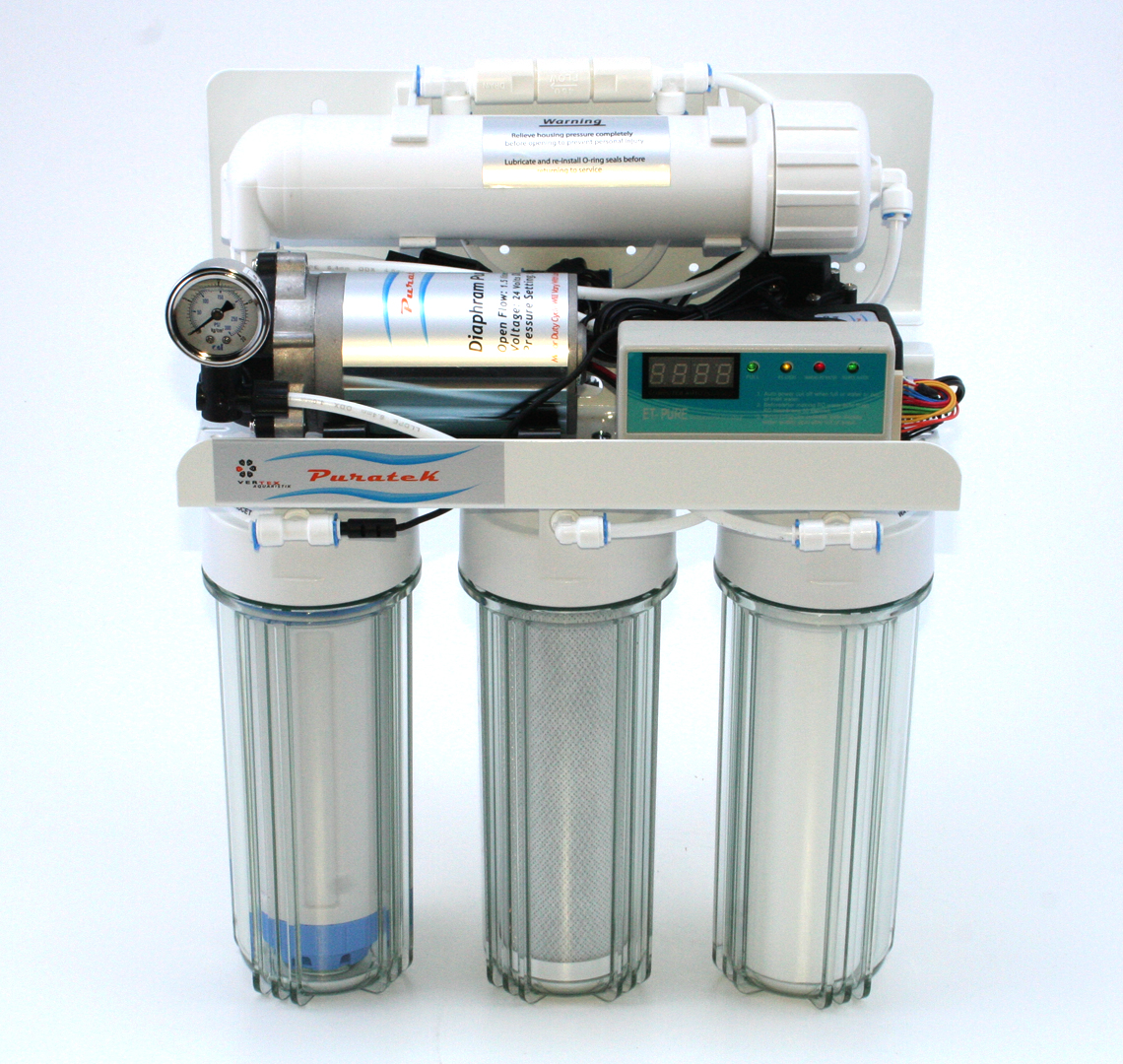
Зворотній осмос

Метод зворотного осмосу є найбільш екологічно виправданим методом очищення води.
Системи зворотного осмосу забезпечують найкращу фільтрацію води. Видаляються бактерії і віруси та всі шкідливі речовини (нітрити, миш'як, мідь, азбест, фтор, свинець, сульфати, залізо, хлор тощо), які можуть бути у водопровідній воді. Тому це найефективніше очищення води, яка не має аналогів.[джерело?]
Потік води протискується крізь зворотно-осмотичну мембрану. Відбувається повне видалення солей і забруднень із рідини. Після очищення води способом зворотного осмосу її піддають мінералізації, для надання їй кращих властивостей.
Існують системи зворотного осмосу різних ступенів очищення (наприклад, трьохступінчасті або п'ятиступінчасті фільтри). 

### Біологічні
Під час біологічної фільтрації води, відбувається очищення води мікроорганізмами, які беруть активну участь в обмінних процесах. Якщо механічна фільтрація справляється лише з нерозчинною органікою (шматочки корму, залишки рослин тощо), то бактерії очищують воду від органічних речовин розчинених у ній шляхом розкладання їх на нітрати. Біологічне очищення застосовується в основному в акваріумних фільтрах і в установках очищення стічних вод.

### Фізико-хімічні
З фізико-хімічних методів поширений метод сорбція — процес вибіркового поглинання домішок з рідин або газів поверхнями твердих матеріалів (адсорбентів). Особливістю адсорбційних методів уловлювання домішок є їх відносно висока дієвість у разі малих концентрацій домішок. В якості адсорбентів використовуються дрібнодисперсні матеріали: зола, торф, тирса, шлаки, та глина. Найпридатнішими сорбентами, є цеоліт та активоване вугілля.
Сорбцію застосовують для очищення води від розчинних домішок.
Процеси сорбції можуть протікати:
- на поверхні (адсорбція)
- в об'ємі (абсорбція)

Інший поширений метод — аерація. Розрізняють напірну і безнапірну аерацію. При безнапірній аерації вода розпорошується у великий резервуар з форсунок у вигляді повітряно-водяної суміші. Кисень атмосферного повітря окиснює розчинене залізо, марганець, органічні речовини, після чого окиснені, не розчинені домішки випадають в осад. Перевагою даного методу є видалення практично будь-якого вмісту заліза. Напірна аерація здійснюється з використанням спеціальних аераційних колон, в потік води всередині яких за допомогою насосного обладнання закачується атмосферне повітря, а видалення окиснених осадів, здійснюється на наступному етапі методом механічного осадження.

### Електричні

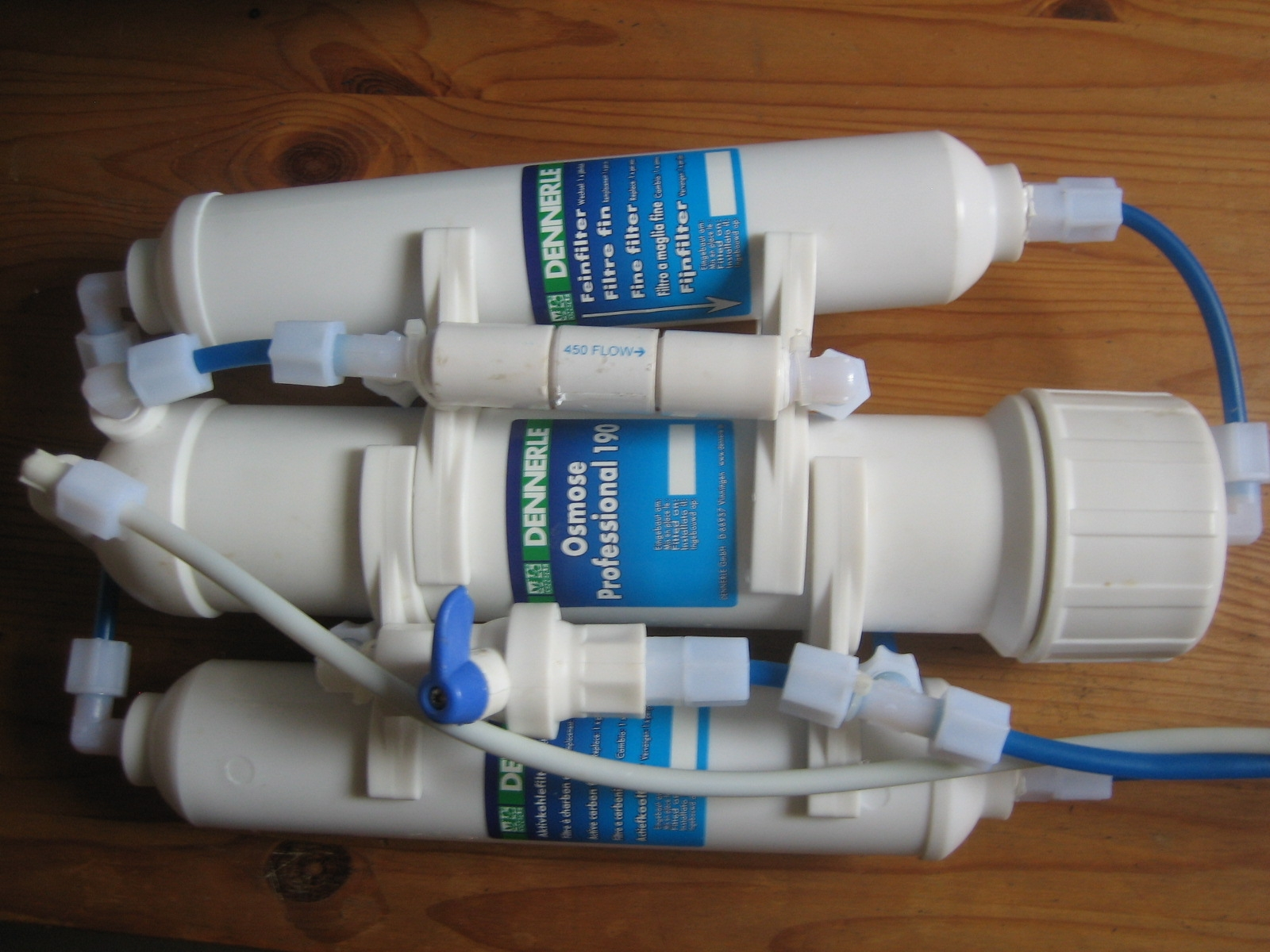
Фільтр для очищення води акваріума.

До електричних методів можна віднести очищення води озоном. Системи очищення води озоном дозволяють дієво очищати воду від усіх можливих окислюваних розчинених в ній забруднень, найбільш поширеними з яких є: залізо, марганець, сірководень, хлор, хлорорганічні сполуки, азот амонійний, нафтопродукти, солі важких металів тощо. Крім того, системи очищення води озоном знижують до мінімуму такі показники, як: каламутність, кольоровість, присмак, запах, показники БПК, ХСК, перманганатна окислюваність.
Одночасно відбувається повне знезараження води, в тому числі бактерії, мікроби, спори, віруси тощо.
Переваги систем очищення води озоном: озон має набагато більш високу окиснювальну і знезаражувальну здатність, ніж лампа УФ, марганцівка, хлор, кисень, гіпохлорит, хлорамін тощо. Відсутні відпрацьовані реагенти в стоках.
Вади: висока енергоємність процесу — для виробництві близько одного кілограма озону, витрачається 18 кВт·год електроенергії.

## По області застосування
- Побутові
  - Для доочищення питної води
  - Прямоточні для холодної і гарячої води
- Для приватного будинку
- Промислові
- Туристичні — як альтернатива відварювання води, малогабаритні, розраховані на очищення малої кількості води
- Акваріумні